# Inna Afinogenova
Inna Afinogenova (en ruso: Инна Афиногенова; Daguestán, Unión Soviética, 14 de enero de 1989) es una periodista y presentadora rusa que trabajó como subdirectora de RT en Español hasta mayo de 2022, cuando renunció por desacuerdos sobre la invasión rusa a Ucrania. También trabajó en el canal de YouTube Ahí les va. Desde 2022, colabora en La Base y Macondo. En 2023 asumió la dirección de Canal Red Latinoamérica, donde conduce CaféInna. Desde junio de 2025 dirige y presenta La Base América Latina.

## Biografía
Nació el 14 de enero de 1989 en la entonces RASS de Daguestán, parte de la RSFS de Rusia (Unión Soviética). Está graduada en periodismo por la Universidad Estatal M.V. Lomonósov de Moscú. El periodismo y el idioma español son sus mayores intereses. Aprendió español desde muy joven y recibió clases de una profesora argentina desde los 12 a los 18 años en la ciudad de Kislovodsk. En una entrevista con el conductor argentino Beto Casella, dijo sobre su profesora argentina: «Ella me inculcó el amor a ese país. Y luego tuve la oportunidad de ir a Argentina en 2008. Fui varias veces, y pasé largos tiempos en Buenos Aires».
Ha trabajado en varios medios de comunicación (desde la radio en Argentina, hasta la televisión) y trabajaba en el canal de televisión ruso RT en Español, ocupando varios puestos en dicho canal hasta convertirse en la subdirectora del sitio web. En mayo de 2022, renunció a su puesto en RT por desacuerdos sobre la invasión rusa de Ucrania y abandonó Rusia, convirtiéndose en disidente.
El 24 de junio de 2022, el programa La Base, presentado por Pablo Iglesias, anunció que había fichado a Inna Afinogenova para su programa donde, de lunes a jueves, se encarga de realizar análisis sobre la coyuntura internacional y geopolítica, especialmente en lo relativo a Latinoamérica, donde tiene muchos seguidores. En ese momento, La Base se emitía desde el diario español Público. Pero en 2023 pasó a formar parte de la programación diaria de Canal Red.
Asimismo, desarrolla un análisis sobre la realidad latinoamericana en el programa Macondo, donde participa desde el 30 de junio de 2022. Originariamente producido por la revista uruguaya Caras y caretas, con Leonardo Grille y el argentino Marco Teruggi, desde comienzos de 2023 el programa se emite en Canal Red. 
Se unió el 6 de marzo de 2023 a Canal RED, el canal de televisión en español que emite por internet y TDT creado por Pablo Iglesias Turrión y financiado mediante micromecenazgo. Desde ese momento, es asimismo directora de Canal Red Latinoamérica y emite su espacio CaféInna, en el que cada viernes analiza acontecimientos internacionales de actualidad, principalmente sobre Latinoamérica.
Desde junio de 2025, Afinogenova reside en la Ciudad de México, donde conduce el programa La Base América Latina. Anteriormente había residido en Madrid (España) mientras presentaba La Base.

## Premios y reconocimientos
En 2025, Inna Afinogenova recibió el premio «Mártires de la Resistencia», otorgado por la presidenta de Honduras Xiomara Castro. Este reconocimiento se entrega a los comunicadores «comprometidos con la justicia social, los derechos humanos y la libertad de expresión».

## Controversias
Varias referencias han caracterizado a Inna Afinogenova como una figura controvertida, debido a su trabajo en RT en Español, un canal estatal ruso, donde ha aparecido protagonizando varios videos muy polémicos donde justificaba la persecución que sufrió Alekséi Navalni, negaba injerencias rusas en América, defendía a países como Venezuela e Irán y desmentía posturas de occidente. En los prolegómenos de la invasión rusa de Ucrania, habría generado polémica al minimizar las preocupaciones sobre una posible invasión a Ucrania, ya que el 1 de diciembre de 2021, en su programa Ahí les va, aseguró: «Por supuesto, llegará enero, después febrero y marzo, acabará el 2022 y seguro que en los medios seguirán leyendo que la invasión es inminente. El cartel de 'hoy no se fía, mañana sí' en versión política. Quienes advierten una y otra vez de una inminencia que nunca llega, no lo hacen por ignorancia, sino porque lo tienen perfectamente calculado» tras intentar ridiculizar la posible agresión.
En marzo de 2022, los canales de RT y Sputnik fueron bloqueados en la Unión Europea, incluido su programa «Ahí les va», acusado por las autoridades europeas de difundir desinformación y mantener narrativas prorrusas. A esto la periodista respondió «Ya no nos pueden encontrar en esa plataforma. Como si nunca existiéramos, como si nunca existieran estos dos años de vida y de trabajo y esfuerzo de varias personas. Todo a la papelera en un clic. Y más de un millón de seguidores a los que nadie ha consultado su opinión». Tiempo después se sumaron empresas como Google y Meta, quienes bloquearon las cuentas de RT y Sputnik de sus respectivos servicios, con argumentos similares a los expresados por la UE.
El 3 de mayo de 2022, publicó un vídeo en su canal de YouTube en el que explicaba que había abandonado Rusia y el canal RT en Español debido a que no está de acuerdo con esta guerra y con cualquier otra guerra

No voy a estar de acuerdo con una guerra que afecta a la población civil de mi país, pero tampoco con una que afecte a la de países tan lejanos y desconocidos como Irak, Afganistán, Libia, Yemen, Sudán o Palestina. Y me da igual que el que lance bombas sea EE. UU., Francia, Israel, Ucrania sobre la propia Ucrania —que es lo que ha estado haciendo durante años— o Rusia.

Además, criticó la guerra, al considerarla un grave error estratégico, porque ha supuesto un gran reforzamiento de la OTAN: «Nadie que está en contra de la OTAN apoya esta guerra, porque nada ha reforzado tanto a esa organización como la decisión tomada por el gobierno ruso, una organización que estaba en plena decadencia, parecía totalmente anacrónica».
En 2024 declaró que no sabía si podría regresar a su país. Tras abandonar RT criticó a Rusia y su modelo belicista. Por ello, Afinogenova ha dedicado varios espacios a exponer cómo algunos medios occidentales la critican sin base fundada. Según el politólogo Hasel-Paris, «reprocharle lo que dijo como empleada de un canal público no tiene mucho sentido».
La crítica contra los medios continúa en su sección «¿Pa' qué me invitan?», en La Base, en donde atribuye a los medios tradicionales la manipulación de la opinión pública. Para ello, contrasta datos cuando habla de diferentes temas, como el plebiscito por la paz en Colombia y la cobertura mediática de la política nacional, al hablar de empresarios como Ardila Lulle o Gilinski. Tanto su trabajo en RT en Español o en RTVC como su presencia en medios digitales han sido objeto de críticas y análisis debido a su elevado impacto en la opinión pública latinoamericana.